# 紀堯姆·拉烏
纪尧姆·拉烏（法語：Guillaume Raoux，1970年2月14日—）是一位法國職業網球運動員，1989年轉職業。曾參加1996年夏季奧林匹克運動會，最終在第一輪被津巴布韋選手拜伦·布莱克淘汰。

## 外部連結
- 紀堯姆·拉烏（英文/西班牙文）的官方資料
- 紀堯姆·拉烏的國際網球總會 職業／青少年 官方資料（英文）
- 紀堯姆·拉烏的官方資料（英文）